# Khedebneithirbinet
Khedebneithirbinet (« Neith tue le mauvais œil ») est  une reine de la XXVIe dynastie. On suppose qu'elle fut l'épouse du pharaon Nékao II et la mère de son fils et successeur, Psammétique II.

## Biographie
L'identification en tant qu'épouse de Nékao est uniquement basée sur le fait que son sarcophage date de la XXVIe dynastie, que ses titres d'épouse du roi et de mère du roi correspondent, et qu'aucune autre épouse n'est attestée pour le roi. Son couvercle de sarcophage en pierre (ÄS3), maintenant situé au Kunsthistorisches Museum de Vienne, a été découvert en 1807 et indique qu'elle a probablement été enterrée à Sebennytos en Basse-Égypte si la provenance donnée pour cet objet est correcte. 
Une amulette en forme de scarabée de la reine Khedebneithirbinet fait partie des collections égyptiennes de l'institut de France. Cette amulette a été donnée par Madame André,.
Ce scarabée, en serpentine ou jaspe, mesure : hauteur 0,031 m, longueur 0,055 m, largeur 0,042 m. Il a été acheté au Caire en 1901, et se trouve actuellement au musée Jacquemart-André (no 626). Cette amulette présente au plat une version du chapitre 30B du Livre des morts. 
Un ouchebti de la reine Neithkedbirebint est présent dans la collection du Musée Petrie d'archéologie égyptienne (UC 38084).

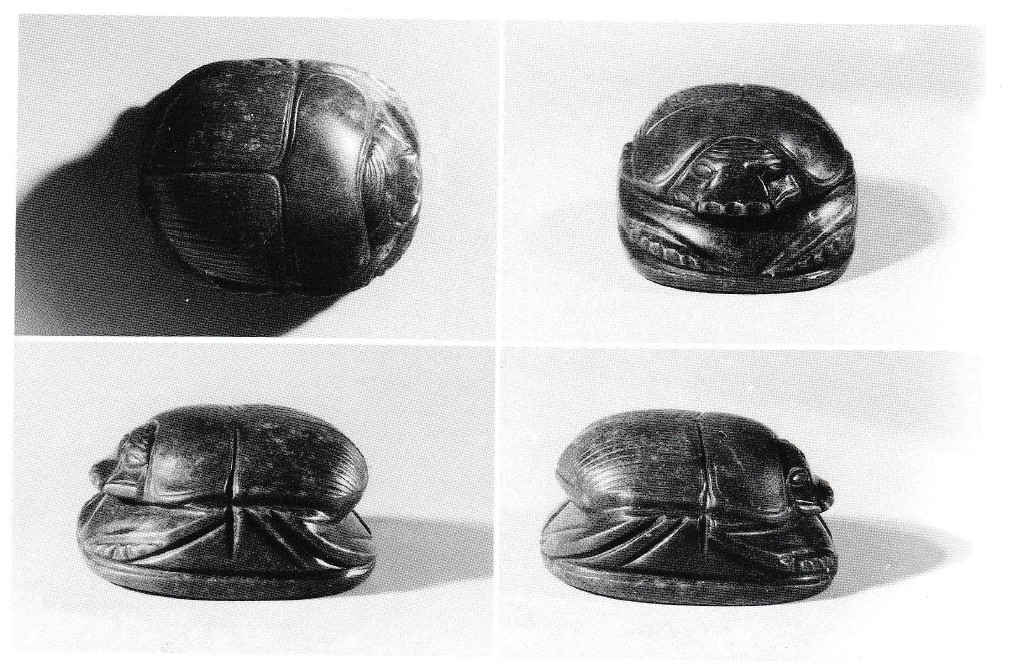
Scarabée funéraire de la reine Khedebneithirbinet.

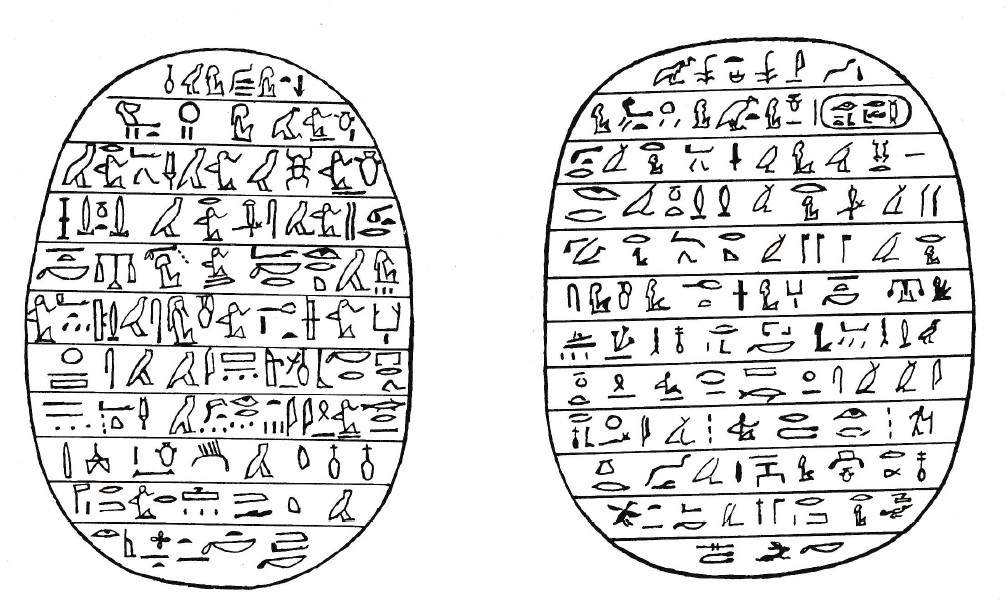
inscriptions gravées au plat des deux scarabées funéraires.